# František Brůna
František Brůna (13. října 1944 Dolní Kralovice, Protektorát Čechy a Morava – 24. dubna 2017 Benešov) byl český házenkář a reprezentant Československa. Hrával na pozici spojka. Je stříbrným medailistou z letních olympijských her v Mnichově v roce 1972. Získal také zlatou medaili na mistrovství světa v házené ve Švédsku v roce 1967 a bronzovou medaili na mistrovství světa v ČSSR v roce 1964.
V civilu pracoval jako horník. Jeho hráčská kariéra je spojena s týmem Baník Karviná, se kterým dvakrát vyhrál titul mistra Československa (sezóny 1967/68 a 1971/72).